# 嘉布遣會聖心教堂

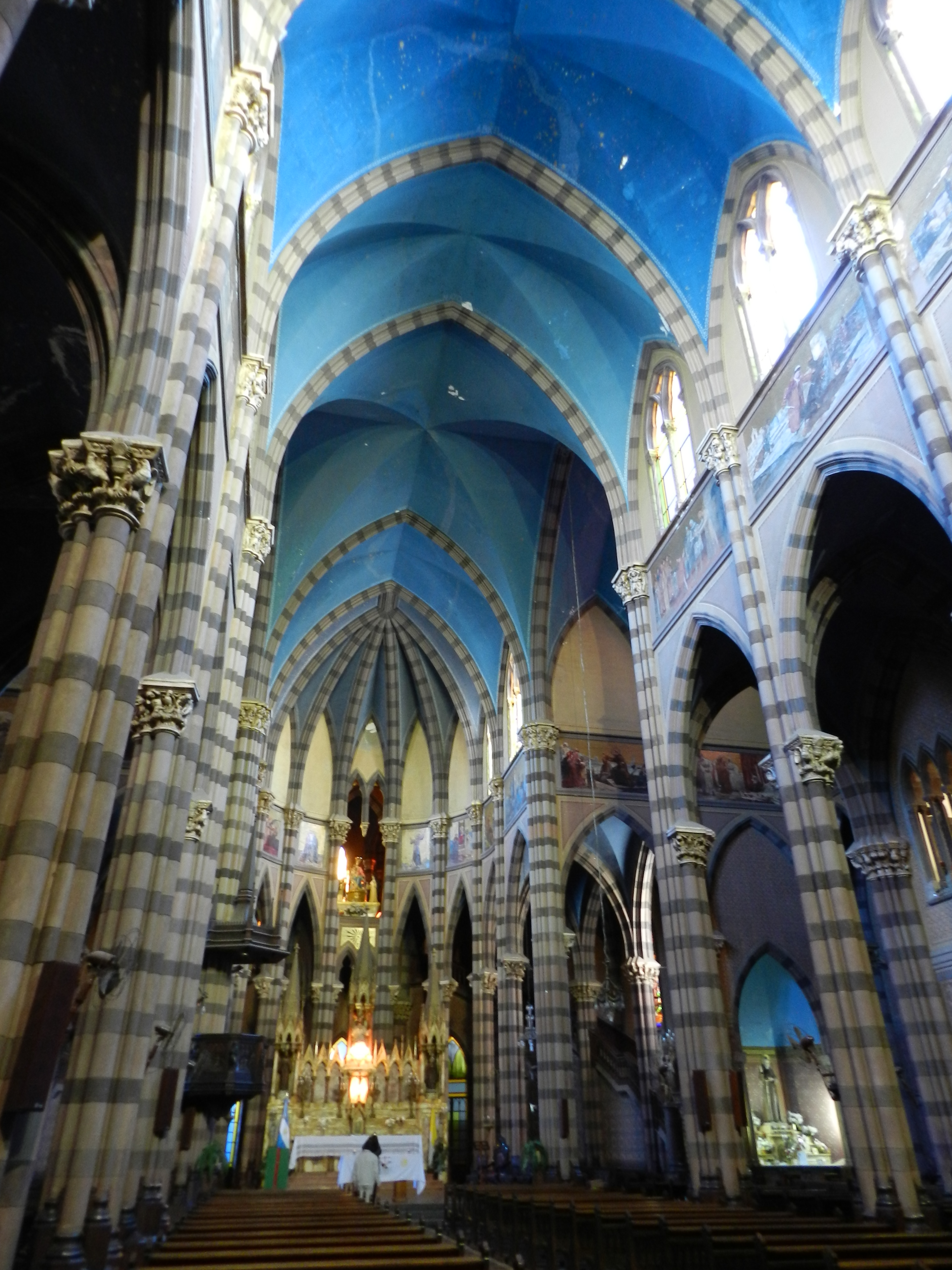
教堂內部，天花板繪有星空圖樣

嘉布遣會聖心教堂（西班牙語：Iglesia del Sagrado Corazón de Jesús）是位於阿根廷科尔多瓦的羅馬天主教教堂，由方濟嘉布遣會創立，於1926年動工，1934年竣工，是阿根廷第一座由鋼筋混凝土建成的教堂。由義大利建築師奧古斯托·法拉利設計，為哥德復興式建築。